# Bajo alemánico
El bajo alemánico (en alemán: Niederalemannisch, pronunciación: /ˈniːdɐʔaləˌmanɪʃ/ⓘ) es un dialecto del alemánico, una lengua altogermánica superior. Sus variedades sólo son parcialmente inteligibles para los germanohablantes no alemánicos.

## Subdialectos

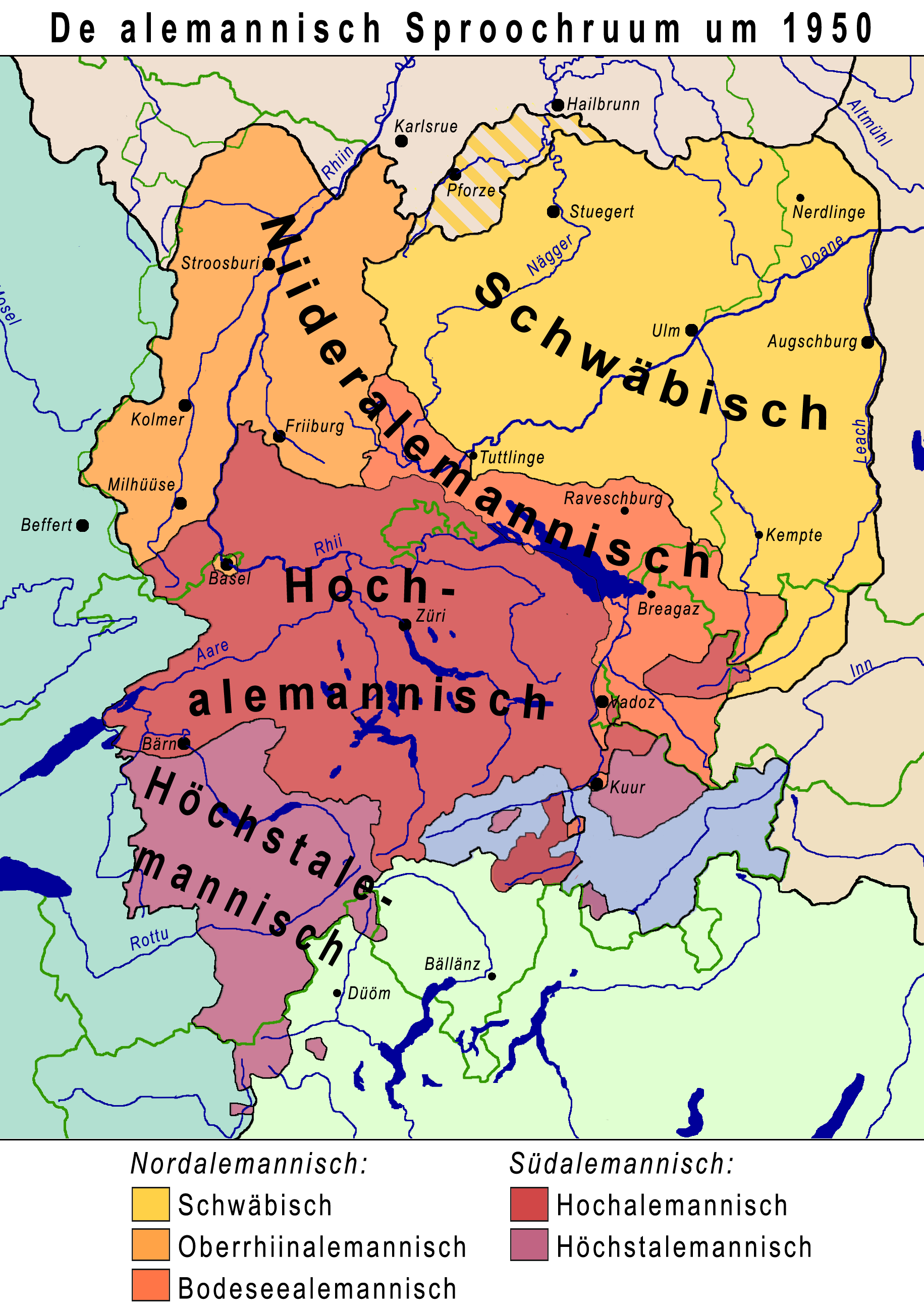
Extensión geográfica de los dialectos alemánicos

Los dialectos del bajo alemánico se dividen tradicionalmente en dos subgrupos: el alemánico del lago de Constanza (Bodenseealemannisch) o alemánico central (Mittelalemannisch) y el alemánico del Rin Superior (Oberrheinalemannisch) o bajo alemánico en sentido estricto (Niederalemannisch):
- Alemánico del lago de Constanza (Bodenseealemannisch):
  -  Vorarlbergisch (norte de Vorarlberg)
  - Allgäuerisch (sur de Algovia)
  - Baar-Alemannisch (Baar)
  - Süd-Württembergisch (sur de Württemberg)
- Alemánico del Rin Superior (Oberrheinalemannisch):
  - Dialecto de Basilea (Baseldeutsch, enclave lingüístico dentro del alto alemánico)
  - Badisch (dialectos del norte de Markgräflerland)
  - Alsaciano (Elsässisch), hablado en Alsacia (Francia)
  - Dialectos del bajo alemánico de la Selva Negra[1]
  - Coloniero, hablado en Venezuela

## Características
La principal característica que distingue al bajo alemánico del alto alemánico es la retención de la /k/ germánica. Así, kalt ("frío") se pronuncia kalt en bajo alemánico y chalt en alto alemánico.

## Ortografía
(Lo que sigue es específico de los dialectos hablados en la zona de Friburgo de Brisgovia)
Vocales:
| Corta      | Corta         | Larga      | Larga         |
| Ortografía | Pronunciación | Ortografía | Pronunciación |
| ---------- | ------------- | ---------- | ------------- |
| a          | [a]           | aa         | [aː]          |
| ä          | [æ]           | ää         | [æː]          |
| è          | [ɛ]           | èè         | [ɛː]          |
| e          | [e, ə]        | ee         | [eː]          |
| i          | [ɪ]           | ii         | [iː]          |
| o          | [o]           | oo         | [oː]          |
| ù          | [ʊ]           | ùù         | [ʊː]          |
| u          | [y]           | uu         | [yː]          |
| y          | [i, y]        | yy         | [uː]          |

Consonantes:
Igual que en el alemán estándar, con las siguientes particularidades:
- kh es una [kʰ] aspirada;
- ng es una velar nasal [ŋ];
- ngg es una velar nasal seguida por una plosiva velar [ŋɡ];
- ph es una [pʰ] aspirada;
- th es una [tʰ] aspirada;
- z representa [dz] (en el alemán estándar [ts]).

## Artículos
Artículos definidos:
| Caso                       | Masculino     | Femenino       | Neutro          |
| -------------------------- | ------------- | -------------- | --------------- |
| Nominativo/Acusativo sing. | der Man       | d Frau         | s Kind          |
| Dativo sing.               | im Man        | (in) der Frau  | im Kind         |
| Nominativo/Acusativo pl.   | d Mane        | d Fraue        | d Kinder        |
| Dativo pl.                 | (in) der Mane | (in) der Fraue | (in) der Kinder |

Artículos indefinidos:
| Caso                       | Masculino | Femenino    | Neutro    |
| -------------------------- | --------- | ----------- | --------- |
| Nominativo/Acusativo sing. | e Man     | e Frau      | e Kind    |
| Dativo sing.               | im e Man  | in ere Frau | im e Kind |

## Sustantivos
- Clase I: Plural = Singular  (p.ej. Ääber --> Ääber)
- Clase II: Plural = Singular + Umlaut (p.ej. Bach --> Bächer; Baum --> Baim)
- Clase IIIa: Plural = Singular + -e (p.ej. Man --> Mane; Ags --> Agse)
- Clase IIIb: Plural = Singular + -"e (p.ej. Frosch --> Fresche; Vader --> Väder)
- Clase IVa: Plural = Singular + -er (p.ej. Lyyb --> Lyyber; Schùg --> Schùger)
- Clase IVb: Plural = Singular + -"er (p.ej. Wald --> Wälder; Blad --> Bleder)
- Clase V: Sin plural (p.ej. Chees; Zemänd)
- Clase VI: Sin singular (sólo plural) (p.ej. Bilger; Fèèrine)

Diminutivos:
- El sufijo estándar es -li (p.ej. Aimer --> Aimerli)
- Si la palabra acaba en -l, el sufijo es -eli (p.ej. Dääl --> Dääleli)
- Si la palabra acaba en -el, el sufijo es -i (p.ej. Degel --> Degeli)
- Si la palabra acaba en -e, se elimina la -e y se añade -li (p.ej. Bèère --> Bèèrli)
- Las reglas para la formación de diminutivos pueden ser bastante complejas y además dependen de la región. Algunas veces los diminutivos requieren umlaut y otras veces no.

## Adjetivos
Declinación débil
| Caso                       | Masculino          | Femenino                   | Neutro               |
| -------------------------- | ------------------ | -------------------------- | -------------------- |
| Nominativo/Acusativo sing. | der groos Man      | di göed Frau               | s klai Kind          |
| Dativo sing.               | im (e) groose Man  | in der / in ere göede Frau | im (e) klaine Kind   |
| Nominativo/Acusativo pl.   | di groose Mane     | di göede Fraue             | di klaine Kinder     |
| Dativo pl.                 | in der groose Mane | in der göede Fraue         | in der klaine Kinder |

Declinación fuerte
| Caso                       | Masculino      | Femenino        | Neutro           |
| -------------------------- | -------------- | --------------- | ---------------- |
| Nominativo/Acusativo sing. | göede Wyy      | göedi Frau      | göed Brood       |
| Dativo sing.               | göedem Wyy     | göeder Frau     | göedem Brood     |
| Nominativo/Acusativo pl.   | groosi Mane    | groosi Fraue    | klaini Kinder    |
| Dativo pl.                 | in groose Mane | in groose Fraue | in klaine Kinder |

Comparativo
- El sufijo estándar es -er (p.ej. fèin --> fèiner)

Superlativo
- El sufijo estándar es -(e)schd (p.ej. fèin --> fèinschd)

Irregular
| Positivo | Comparativo | Superlativo |
| -------- | ----------- | ----------- |
| vyyl     | mee         | maischd     |
| göed     | beser       | beschd      |

## Números
|    | Cardinal   | Ordinal         | Multiplicativo I | Multiplicativo II |
| -- | ---------- | --------------- | ---------------- | ----------------- |
| 1  | ais        | èèrschd         | aifach           | aimool            |
| 2  | zwai       | zwaid           | zwaifach         | zwaimool          |
| 3  | drèi       | drid            | drèifach         | drèimool          |
| 4  | vier       | vierd           | vierfach         | viermool          |
| 5  | fimf       | fimfd           | fimffach         | fimfmool          |
| 6  | segs       | segsd           | segsfach         | segsmool          |
| 7  | siibe      | sibd            | siibefach        | siibemool         |
| 8  | aachd      | aachd           | aachdfach        | aachdmool         |
| 9  | nyyn       | nyynd           | nyynfach         | nyynmool          |
| 10 | zee        | zeend           | zeefach          | zeemool           |
| 11 | elf        | elfd            | elffach          | elfmool           |
| 12 | zwelf      | zwelfd          | zwelffach        | zwelfmool         |
| 13 | dryzee     | dryzeend        | dryzeefach       | dryzeemool        |
| 14 | vierzee    | vierzeend       | vierzeefach      | vierzeemool       |
| 15 | fùfzee     | fùfzeend        | fùfzeefach       | fùfzeemool        |
| 16 | sächzee    | sächzeend       | sächzeefach      | sächzeemool       |
| 17 | sibzee     | sibzeend        | sibzeefach       | sibzeemool        |
| 18 | aachdzee   | aachdzeend      | aachdzeefach     | aachdzeemool      |
| 19 | nyynzee    | nyynzeend       | nyynzeefach      | nyynzeemool       |
| 20 | zwanzg     | zwanzigschd     | zwanzgfach       | zwanzgmool        |
| 21 | ainezwanzg | ainezwanzigschd | ainezwanzgfach   | ainezwanzgmool    |